# Paedophryne oyatabu
Paedophryne oyatabu is een kikkersoort uit de familie smalbekkikkers (Microhylidae).
Paedophryne oyatabu is alleen bekend uit Fergusson, Papoea-Nieuw-Guinea. Paedophryne oyatabu is voor het eerst wetenschappelijk beschreven door Fred Kraus in 2010.
Het wijfje van dit kikkertje wordt ongeveer 10,9 millimeter lang. De tekening is lichtbruin met donkerbruine vlekken aan de bovenkant en donkerbruin met grijze vlekken aan de onderkant.